# Josep Maria Salrach i Marès
Josep Maria Salrach i Marès   (Llinars del Vallès, 8 de desembre de 1945 - Barcelona, 28 d'abril de 2025) fou un historiador medievalista català. El 1969 es va llicenciar a la Universitat de Barcelona (UB), on també es va doctorar el 1974. Va ser professor de la Universitat Pompeu Fabra, on va ser catedràtic des de 1993, i també va exercir la docència a la UB i a la Universitat de París VII. Va dirigir obres col·lectives, com la Història de Catalunya (6 v.) (1978-79) i la Història Universal (10 v.) (1980-83) de Salvat Editors. És autor de diversos llibres d'història medieval, com Justícia i poder a Catalunya abans de l'any mil (2013), i d'obres de síntesi que reflecteixen els interessos de la seva recerca els últims anys, com La fam al món (2009).

## Obra publicada
- Història de Catalunya (1978-1979, director)
- Historia Universal (1980-1983)
- Història, Política, Societat i Cultura dels Països Catalans. La formació de la societat feudal. Segles VI-XII (Enciclopèdia Catalana, 1998, coordinador)
- El procés de formació nacional de Catalunya (segles VIII i IX) (Edicions 62, 1978)
- Història dels Països Catalans. Dels orígens a 1714 (amb Eulàlia Duran, Edhasa, 1980)
- Història de Catalunya. II. El procés de feudalització (segles III-XII) (obra dirigida per Pierre Vilar, Edicions 62, 1987)
- Història Medieval de Catalunya (amb Mercè Aventín, UOC-PROA, 1998)
- Entre Roma i el Renaixement. Història i textos de l'Occident medieval (Eumo, 2000)
- Catalunya a la fi del primer mil·lenni (Eumo - Pagès, 2004)